# SM the Ballad
SM the Ballad (стилізується як S.M. THE BALLAD) — південнокорейський баладний гурт, що складається з різних співаків лейблу SM Entertainment. Гурт випустив два мініальбоми: Miss You у 2010 році та Breath у 2014 році.

## Історія

### 2010: Дебют ізMiss You
Головний сингл першого мініальбому гурту «Miss You» спочатку мав назву «When It Began» і призначався для двох учасників гурту Shinee — Онью та Джонхьона; також пісня містила реп Мінхо (іншого учасника гурту). SM Entertainment мав намір включити трек до дебютного альбому Shinee Replay 2008 року. Через невідповідність концепції альбому Shinee планували випустити пісню окремим синглом. Після ще кількох змін іміджу було вирішено, що сингл виконають Джунсу з TVXQ, Кюхьон із Super Junior та Джонхьон. Однак за два місяці до виходу мініальбому Джунсу залишив SM Entertainment. Тоді було вирішено включити в майбутній проєкт Джея Кіма з гурту TRAX і нового стажера SM Джінхо, а назву пісні змінили на «Miss You». Фінальний склад SM the Ballad (Джонхьон, Кюхьон, Джей Кім, Джінхо) дебютував на шоу Inkigayo 28 листопада 2010 року. Наступного дня вийшов альбом.

### 2014: Зміни у складі таBreath
3 лютого 2014 року SM Entertainment оприлюднив новий склад гурту: з минулих учасників залишився Джонхьон, а додалися Макс Чханмін з TVXQ, Єсон з Super Junior, Тхейон з Girls' Generation, Чжоу Мі з Super Junior-M, Крістал з f(x) і Чен з Exo; тоді ж було анонсовано новий мініальбом. SM пояснив: «SM the Ballad справді дуже скор повернеться. Ми розкриємо подробиці незабаром». Пізніше було оголошено, що трек-лист міститиме пісні корейською, японською та китайською мовами.
12 лютого 2014 року учасники SM the Ballad, за винятком Чханміна і Єсона, провели спеціальний концерт, на якому виконали пісні з нового альбому. Breath вийшов 13 лютого 2014 року.

## Учасники
| - Джей Кім (TRAX) - Кюхьон (Super Junior) - Джонхьон (Shinee) - Джінхо | - Чханмін (TVXQ) - Єсон (Super Junior) - Чжан Ліїнь - Тхейон (Girls' Generation) - Джонхьон (Shinee) - Чжоу Мі (Super Junior-M) - Крістал Чон (f(x)) - Чен (Exo) |

## Дискографія

### Мініальбоми
| Назва    | Деталі | Пікові позиції в чартах | Продажі                  |
| Назва    | Деталі | KOR                     | Продажі                  |
| -------- | --- | ----------------------- | ------------------------ |
| Miss You | - Реліз: 29 листопада 2010 - Лейбл: SM Entertainment - Формат: CD, цифрове завантаження Список композицій 1. 너무 그리워 (Miss You) 2. Hot Times (시험하지 말기) 3. 다시... 사랑합니다 (Love Again) 4. Don't Lie (за участю Генрі) 5. 내일은... (Another Day) | 1                       | - Південна Корея: 23 162 |
| Breath   | - Реліз: 13 лютого 2014 - Лейбл: SM Entertainment - Формат: CD, цифрове завантаження | 1                       | - Південна Корея: 63 222 |

### Сингли
| Назва                                                | Рік  | Пікові позиції в чартах | Продажі                   | Альбом   |
| Назва                                                | Рік  | KOR                     | Продажі                   | Альбом   |
| ---------------------------------------------------- | ---- | ----------------------- | ------------------------- | -------- |
| «Miss You» (너무 그리워)                             | 2010 | 16                      |                           | Miss You |
| «Breath» (숨소리) (співають Тхейон і Джонхьон)       | 2014 | 3                       | - Південна Корея: 464 673 | Breath   |
| «A Day Without You» (하루) (співають Джонхьон і Чен) | 2014 | 8                       | - Південна Корея: 138 388 | Breath   |
| «Set Me Free» (співає Тхейон)                        | 2014 | 18                      | - Південна Корея: 119 358 | Breath   |

### Інші пісні в чартах
| Title                                                                          | Year | Peak chart positions | Sales                    | Album    |
| Title                                                                          | Year | KOR                  | Sales                    | Album    |
| ------------------------------------------------------------------------------ | ---- | -------------------- | ------------------------ | -------- |
| «Hot Times» (시험하지 말기)                                                    | 2010 | 93                   |                          | Miss You |
| «Blind» (내 욕심이 많았다) (співає Єсон)                                       | 2014 | 56                   |                          | Breath   |
| «When I Was... When U Were...» (좋았던 건, 아팠던 건) (співають Крістал і Чен) | 2014 | 31                   | - Південна Корея: 83 820 | Breath   |
| «Breath» (呼吸) (китайська версія, співають Чен і Чжан Ліїнь)                  | 2014 | 68                   | - Південна Корея: 29 288 | Breath   |
| «Breath» (японська версія, співають Чханмін та Крістал)                        | 2014 | —                    | - Південна Корея: 17 023 | Breath   |
| «Blind» (僕のせいだよ) (японська версія, співає Єсон)                          | 2014 | —                    |                          | Breath   |
| «Blind» (太貪心) (китайська версія, співає Чжоу Мі)                            | 2014 | —                    |                          | Breath   |

## Інша діяльність
4 січня 2011 року SM Entertainment спільно з NEOWIZ Internet Corporation, Ltd випустили додаток для iPhone, який містить перший мініальбом SM the Ballad Miss You. Програма містить попереднє прослуховування треків з альбому, галерею зображень та годинник, а також музичні кліпи на «Miss You» і «Hot Times».

## Нотатки
1. ↑  Корейська версія Breath посіла перше місце в Gaon Album Chart, а китайська — четверте[9].
2. ↑  Японська версія «Breath» не потрапила в Gaon Digital Chart, але посіла 16 місце в International Digital Chart[16].
3. ↑  Японська версія «Blind» не потрапила в Gaon Digital Chart, але посіла 47 місце в Gaon International Digital Chart[16].
4. ↑  Китайська версія «Blind» не потрапила в Gaon Digital Chart, але посіла 55 місце в Gaon International Digital Chart[16].